# Ionenspur
Ionenspuren werden durch schnelle schwere Ionen auf ihrem Weg durch einen Festkörper erzeugt. Sie entsprechen strukturell veränderten Bereichen mit einem Durchmesser von 6–8 Nanometern und können mit folgenden Techniken untersucht werden: Rutherford-Rückstreu-Spektrometrie (RBS), Transmissionselektronenmikroskopie (TEM), Neutronen-Kleinwinkelstreuung (SANS), Röntgenkleinwinkelstreuung (SAXS), Gaspermeation.
Ionenspuren können in vielen isolierenden Festkörpern selektiv geätzt werden. Als Ergebnis entstehen Kegel oder Zylinder mit Durchmessern bis herab zu 8 Nanometern.
Ionenspuren können in Mineralien Millionen von Jahren überdauern. Aus ihrer Dichte lässt sich die Zeit bestimmen, zu der das Mineral aus seiner Schmelze erstarrt ist. In der Spaltspurdatierung dienen Ionenspuren als geologische Uhren.
Ionenspurtechnologie ist die Anwendung von Ionenspuren in Mikro- und Nanotechnologie. Geätzte Spurzylinder können als Filter genutzt werden, als Zählöffnungen, sie können durch Monolagen verändert werden, oder durch elektrochemische Abscheidung gefüllt werden.
Das klassische Paradigma des Atoms als unteilbarem Grundbaustein der Materie wurde im 19. Jahrhundert durch Experimente bestätigt. Anfang des 20. Jahrhunderts wurden Atome nachgewiesen. Ab Mitte des 20. Jahrhunderts wurden einzelne Atome als Mikrowerkzeug eingesetzt. Hiervon handelt der vorliegende Artikel.
In der Mikrotechnologie werden die mechanischen Werkzeuge der Makrowelt zunehmend durch Bestrahlungsverfahren ersetzt. Photonen und Elektronen werden dazu eingesetzt, die Löslichkeit von strahlungsempfindlichen Polymeren, sogenannten Resists, zu erhöhen oder zu verkleinern. Als strukturgebendes Element werden Masken eingesetzt. Sie schützen den Resist vor der Bestrahlung. Die nicht abgedeckten Bereiche verändern ihre nasschemische Löslichkeit und ihre Beständigkeit gegen Abtragung durch Ionenzerstäubung. Typische Produkte der Mikrotechnik sind Integrierte Schaltkreise und mikroelektromechanische Systeme (MEMS). Gegenwärtig wird die Mikrotechnologie zur Nanotechnologie verfeinert. Hierbei werden zunehmend Ionen eingesetzt. Ein neuer Zweig dieser Technologie beruht auf der Strukturgebung durch energiereiche schwere Ionen. Aufgrund ihrer hohen Energiedichte lassen sich mit einzelnen Ionen Mikro- und Nanostrukturen herstellen.

## Einsatzgebiete
Ionenspurtechnologie wurde für Nischengebiete entwickelt, wo die konventionelle Lithographie versagt:
- Bearbeitung von strahlungsresistenten Mineralien, Gläsern und Polymeren[2]
- Herstellung von schlanken Strukturen mit einer Auflösungsgrenze bis herab zu 8 Nanometern[6]
- Direkte Perforation von dünnen Filmen ohne jeden Entwicklungsprozess[14]
- Strukturen, deren Tiefe durch die Reichweite der Ionen, nicht durch die Schichtdicke vorgegeben ist[15][16]
- Herstellung von Strukturen mit hohem Streckungsverhältnis (Länge : Breite) bis 104.[2]
- Formgebung von steifen und flexiblen Materialien unter definiertem Schnittwinkel[17]
- Ausgerichtete Texturen mit definiertem Neigungswinkel[18]
- Herstellung von Zufallsmustern aus teilweise überlappenden Ionenspuren[19]
- Herstellung von großen Anzahlen von einzelnen Ionenstrukturen[20]
- Gezielte Herstellung von Mustern aus einzelnen Ionenspuren[21]

## Eingesetzte Materialien
Die Klasse der ionenspurempfindlichen Materialien ist durch folgende Eigenschaften gekennzeichnet:
- Große Homogenität: Die örtliche Dichteschwankungen des ursprünglichen Materials müssen klein sein im Vergleich zur Dichteänderung des Kernbereichs der Ionenspur. Optisch transparente (nicht opake) Materialien, wie zum Beispiel Polycarbonat und Polyvinylidenfluorid, haben diese Eigenschaft. Granuläre Polymere wie Teflon (Polytetrafluorethylen) sind opak und haben diese Eigenschaft nicht.

- Hoher elektrischer Widerstand (geringe Konduktanz): Nichtleitende dielektrische Mineralien, Gläser und Polymere haben diese Eigenschaft, während gut leitende Metalle und Legierungen diese Eigenschaft nicht haben. In Metallen ist die thermische Leitfähigkeit mit dem elektrischen Widerstand gekoppelt. Dies unterdrückt in Metallen die Ausbildung einer aufgeheizten Zone in der Nähe der Ionenbahn.

- Hohe Strahlungsempfindlichkeit: Polymere haben im Vergleich zu Gläsern und Ionenkristallen eine hohe Strahlungsempfindlichkeit. Der Bestrahlungseffekt in Polymeren wird durch eine beim Ionendurchgang ausgelöste Sekundärelektronenlawine verursacht. Diese bewirkt im Netzwerk des Polymers sowohl Strangbrüche als auch Querverbindungen. Strangbrüche herrschen im Kernbereich der Ionenspur vor (Radius 6–8 Nanometer) und Querverbindungen im Außenbereich der Ionenspur (bis ca. 100 Nanometer).

- Geringe Mobilität der Atome: Zur selektiven Ätzung von Ionenspuren muss der Dichtekontrast zwischen der latenten Ionenspur und dem ursprünglichen Material hoch sein. Durch Diffusion schwindet der Kontrast. Das beruht auf der thermisch angeregten Wanderung der Atome. Ionenspuren können thermisch ausgeheilt werden. In Gläsern geschieht dies schneller als in harten Ionenkristallen.

## Bestrahlungstechniken
Mehrere Arten von Ionenbeschleunigern und Bestrahlungstechniken werden eingesetzt:

| Alphaquellen und Spaltquellen ermöglichen Bestrahlungen geringer Intensität mit breiter Winkel-, Massen- und Energieverteilung. Die Reichweite der ausgesendeten Spaltfragmente ist in Polymeren auf etwa 15 Mikrometer begrenzt. Schwache Californium-252 oder Americium-241 Quellen werden für wissenschaftliche und technische Studien eingesetzt. Sie sind kompakt und preiswert bei geringer Strahlenbelastung. |
| Kernreaktoren liefern Spaltfragmente mit breiter Winkel-, Massen- und Energieverteilung. Wie bei Alpha- und Spaltquellen ist die Reichweite der eingesetzten Spaltfragmente in Polymeren auf etwa 15 Mikrometer begrenzt. Kernreaktoren werden zur Herstellung von Filtern genutzt. |
| Schwerionenbeschleuniger ermöglichen Bestrahlungen mit parallelem Strahl bei hoher Luminosität mit Ionen definierter Masse und Energie und Neigungswinkel. Der Intensitätsbereich reicht bis zu Milliarden von Ionen pro Sekunde. Je nach zur Verfügung stehender Energie können Spurlängen zwischen einigen Mikrometern und einigen hundert Mikrometern erzielt werden. Schwerionenbeschleuniger werden in der Mikro- und Nanotechnologie eingesetzt. Bei Bestrahlungen unterhalb der Coulomb-Schwelle werden die bestrahlten Materialien praktisch nicht aktiviert. |
| Einzelionenbestrahlungen werden zur Herstellung von individuellen Mikro- und Nanostrukturen genutzt. Beispiele sind Kegel, Kanäle, Spitzen und Drähte. Die Technik benötigt einen schwachen Ionenstrahl, der abgeschaltet wird, sobald das Ion die Folie durchdrungen hat. |
| Ionenmikrosonden ermöglichen die vollständigste Kontrolle der Bestrahlungsparameter. Diese Apparate schränken den Ionenstrahl des Beschleunigers durch eine Blende auf einen dünnen Fadenstrahl ein, der über die Probenoberfläche gerastert wird. Ein gezieltes Schreiben mit Schwerionen ist möglich mit einer Zielgenauigkeit von etwa einem Mikrometer (1/1000 Millimeter). |

## Ionenspurbildung
Wenn ein schnelles Schwerion einen Festkörper durchdringt, hinterlässt es eine Spur aus verändertem Material. Der veränderte Bereich hat einen Durchmesser von wenigen Nanometern. Der Energieübertrag zwischen dem schweren Projektilion und den leichten Targetelektronen geschieht in Zweierstößen. Die herausgeschlagenen Primärelektronen hinterlassen eine elektrisch geladene Zone und lösen eine Sekundärelektronenlawine aus, die eine lawinenartig ansteigende Anzahl an Elektronen erfasst, deren Energie rasch abklingt. Die Elektronenlawine kommt zum Erliegen, sobald die Energie nicht mehr zur Ionisierung ausreicht. Die im Festkörper zurückbleibende Energie wird in atomare Anregung und Vibration umgesetzt und weitgehend in Wärme überführt. Aufgrund des großen Massenverhältnisses zwischen Proton und Elektron nimmt die Energie des Projektils kontinuierlich ab. Die Projektilbahn ist gerade. Nur ein geringer Bruchteil der übertragenen Energie verbleibt als Ionenspur im Festkörper. Der Durchmesser der Ionenspur nimmt mit steigender Strahlungsempfindlichkeit des Materials zu. Mehrere Modelle werden zur Beschreibung der Ionenspurentstehung eingesetzt.
- Nach dem Ion-Explosion-Modell[30] führt die Primärionisation zu einer atomaren Stoßkaskade.[31] Diese resultiert in einer amorphen Zone mit erniedrigter Dichte um die Ionenbahn.

- Nach dem Elektronenkaskadenmodell bewirken die Sekundärelektronen einen Bestrahlungseffekt im Material, vergleichbar einer örtlich begrenzten Bestrahlung mit Elektronen.[32] Das Elektronenkaskadenmodell eignet sich besonders gut für Polymere.

- Nach dem Thermal-Spike-Modell, ist die Elektronenlawine für den Energieübertrag zwischen dem Projektil und den Targetelektronen verantwortlich. Sobald der Schmelzpunkt des Targetmaterials überschritten wird, bildet sich eine Schmelze. Das durch die kalte Umgebung bedingte rasche Abschrecken der Schmelze hinterlässt einen amorphen (glasähnlichen) Zustand erniedrigter Dichte. Die verbleibende Unordnung entspricht der Ionenspur.[3][33]

Aus dem Thermal Spike Modell folgt, dass die Strahlungsempfindlichkeit von Festkörpern mit sinkender Wärmeleitfähigkeit und sinkendem Schmelzpunkt steigt.

Thermal-Spike-Modell Die Ionenspur entspricht der eingefrorenen Unordnung beim Abschrecken der geschmolzenen Zone. Die Ionenbahn steht senkrecht zur Bildebene.
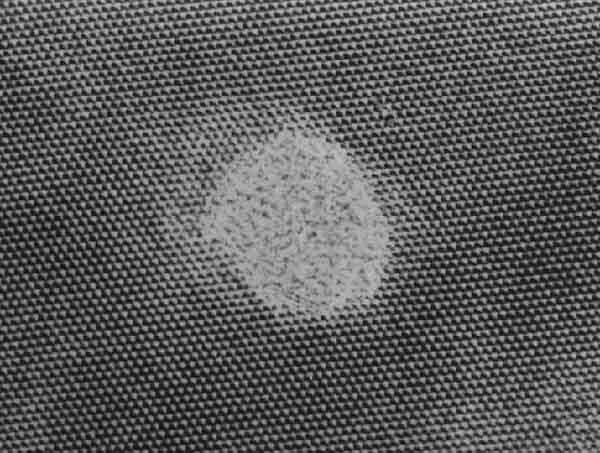
Latente-Ionenspur in Glimmer. Je nach der Bremskraft des Projektilions liegt der Spurdurchmesser zwischen 4 und 10 Nanometern.
Molekular-Dynamik-Simulation einer Stoßkaskade in Gold. Entwicklung einer im Bildzentrum ausgelösten Stoßkaskade mit farbkodierter atomarer Bewegungsenergie.
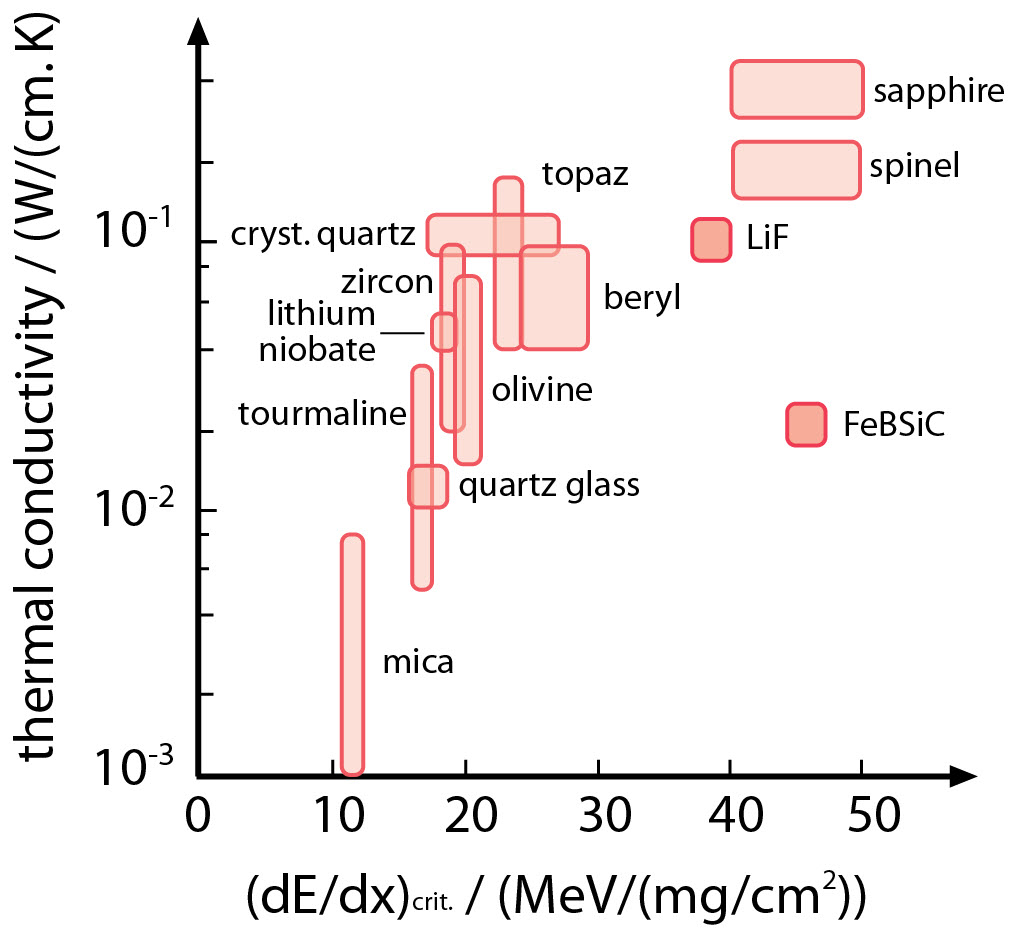
Die Spurätzschwelle ist der Energieeintrag, der zum selektiven Ätzen der Ionenspur erforderlich ist. Bei Ionenkristallen steigt die Schwelle mit der Wärmeleitfähigkeit.

## Ätzverfahren

### Einstufige Verfahren
Die selektive Ätzung von Ionenspuren ist eng verwandt mit der selektiven Ätzung von Korngrenzen und Versetzungslinien. Der Ätzprozess muss hinreichend langsam sein um zwischen dem bestrahlten und unbestrahlten Material zu unterscheiden. Die resultierende Form hängt von der Art des Materials ab, von der Konzentration des Ätzmittels und von der Temperatur des Ätzbads. In Kristallen und Gläsern beruht die selektive Ätzung auf der erniedrigten Dichte des Materials in der Ionenspur. In Polymeren hängt die selektive Ätzung von der Fragmentierung des Polymers im Kernbereich der Ionenspur ab. Der Kernbereich ist von einem teilweise vernetzten Bereich geringerer Ätzbarkeit (Halo) umgeben. Außerhalb des vernetzten Halos wächst die Ionenspur linear mit der Zeit. Das Ergebnis des selektiven Ätzens ist eine Vertiefung, eine Pore oder ein Kanal.
Die netzmittelgeförderte Ätzung wird zum Aufsteilen von Spurformen eingesetzt. Die Methode beruht auf der Selbstorganisation von Monolagen auf der Innenwand des geätzten Kanals. Die Monolagen sind für die im wässrigen Medium gelösten (solvatierten) Ionen eine Barriere. Sie behindert die Ätzung der Oberfläche. Je nach der Konzentration des Netzmittels und des Ätzmittels entstehen tonnenförmige oder zylindrische Formen. Die Technik wird zur Erhöhung des Aspektverhältnisses eingesetzt.

### Mehrstufige Verfahren
Die Schrittweise Bestrahlung und Verarbeitung: Ein Mehrstufenprozess mit zwei Bestrahlungen und zwei Ätzungen zur Herstellung von perforierten Vertiefungen.
Willkürliche Bestrahlungswinkel erzwingen eine Anisotropie entlang einer bestimmten Symmetrieachse.
Mehrwinkelkanäle sind wechselseitig durchdringende Netzwerke aus zwei oder mehr Kanalscharen in verschiedenen Richtungen.

Beidseitige Ätzung einer Ionenspur bei einem Ätzratenverhältnis von 5:1.
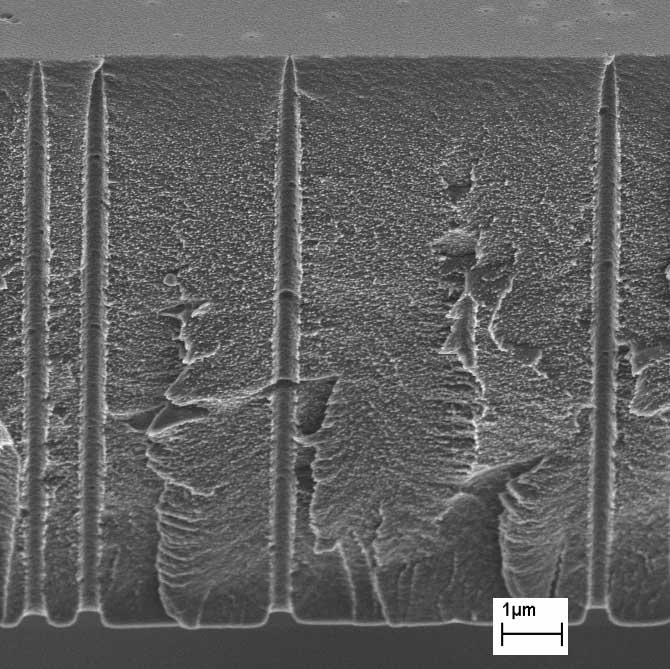
Asymmetrische Kanäle mit Einschnürung am oberen Ende.
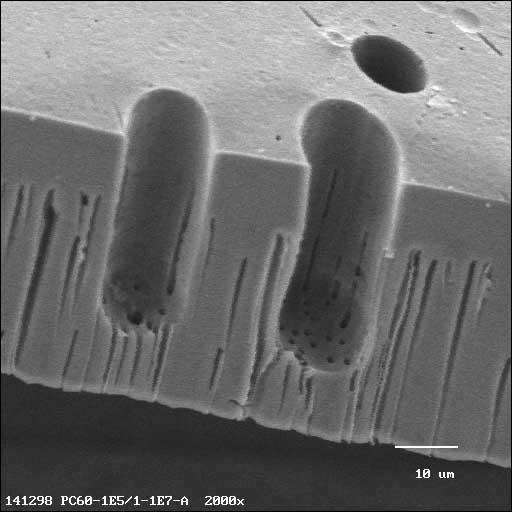
Perforierte Mikrobehälter.
Einfluss des Bestrahlungswinkels (45 und 90 Grad).
Kanalüberschneidungen. Drei Membranen mit sich durchkreuzenden Ionenspuren (±10, ±20, ±45 Grad).

| Material | pH      | Ätzmedium     | Sensibilisierung1) | Desensibilisierung2) | T/°C3) | Geschwindigkeit4) | Selektivität5) |
| -------- | ------- | ------------- | ------------------ | -------------------- | ------ | ----------------- | -------------- |
| PC       | basisch | NaOH          | UV                 | Alkohole             | 50–80  | Schnell           | 100–10000      |
| PET      | basisch | NaOH          | UV, DMF            | Alkohole             | 50–90  | Schnell           | 10–1000        |
|          | basisch | K2CO3         |                    |                      | 80     | Langsam           | 1000           |
| PI       | basisch | NaOCl         |                    | NaOH                 | 50–80  | Schnell           | 100–1000       |
| CR39     | basisch | NaOH          | UV                 |                      | 50–80  | Schnell           | 10–1000        |
| PVDF6)   | basisch | KMnO4 + NaOH  |                    |                      | 80     | Mittel            | 10–100         |
| PMMA6)   | sauer   | KMnO4 + H2SO4 |                    |                      | 50–80  | Mittel            | 10             |
| PP6)     | sauer   | CrO3 + H2SO4  |                    |                      | 80     | Schnell           | 10–100         |

1) Sensitizer erhöhen das Spurätzverhältnis durch Brechen von chemischen Bindungen und Erhöhung des freien Volumens.

2) Desensitizer verkleinern das Spurätzverhältnis. Eine weitere Möglichkeit ist die Wärmebehandlung.

3) Typischer Bereich der Ätztemperatur. Die Ätzrate steigt mit Konzentration und Temperatur des Ätzmediums.

4) Die axiale Ätzung hängt von der Spurätzrate vt ab, die radiale Ätzung von der allgemeinen Ätzrate vg.

5) Selektivität (Aspektverhältnis, Spurätzverhältnis) = Spurätzgeschwindigkeit / Allgemeine Ätzgeschwindigkeit = vt / vg.

6) Die Methode benötigt die Entfernung des auf der Probe verbleibenden Metalloxids durch Salzsäure.

## Abformung
Geätzte Ionenspuren können durch Polymere oder Metalle abgeformt werden. Die abgeformten Mikroteile können als Verbundmaterial eingesetzt werden. Ein Replikat kann von seiner Form mechanisch oder chemisch getrennt werden.
Polymerreplikate werden dadurch hergestellt, dass man die geätzte Ionenspur mit einem flüssigen Vorläufer des Polymers füllt und diesen anschließend aushärtet. Die Härtung kann katalytisch erfolgen, durch UV-Bestrahlung oder durch Wärme. Metallreplikate können entweder durch galvanische oder stromlose Abscheidung hergestellt werden. Zur Abformung von durchgehenden Poren wird zunächst auf der porösen Membran ein Metallfilm abgeschieden, der bei der Elektroabscheidung als Kathode dient. Anschließend wird die Membran in eine entsprechende Metallsalzlösung eingetaucht. Der Kathodenfilm ist gegenüber der Anode negativ geladen. Die Anode wird auf der entgegengesetzten Seite der Membran platziert. Die solvatisierten, positiv geladenen Metallatome werden zur Kathode gezogen. Dort werden sie durch austretende Elektronen neutralisiert und als Metallfilm abgeschieden. Während der Elektroabscheidung füllen sich die Kanäle, beginnend am aufgebrachten Kathodenfilm, mit Metall. Die Länge der Mikrodrähte lässt sich durch die Dauer der Abscheidung vorgeben. Eine rasche Abscheidung ergibt polykristalline, eine langsame Abscheidung einkristalline Drähte. Freistehende Replikate werden nach Abscheidung einer tragfähigen Kathodenschicht durch Entfernen der Vorlage hergestellt.
Sich durchsetzende Netzwerke von Drähten werden durch Elektroabscheidung in mehrwinkelbestrahlte geätzte Membranen hergestellt. Auf diese Weise lassen sich freistehende 3D-Netzwerke einstellbarer Durchdringung herstellen.
Segmentierte Nanodrähte werden durch abwechselnde Umpolung während der Abscheidung hergestellt. Die Segmentierungslänge wird durch die Pulsdauer der Abscheidung gesteuert. Auf diesem Weg lassen sich die elektrischen, thermischen und optischen Eigenschaften des Verbundmaterials einstellen.

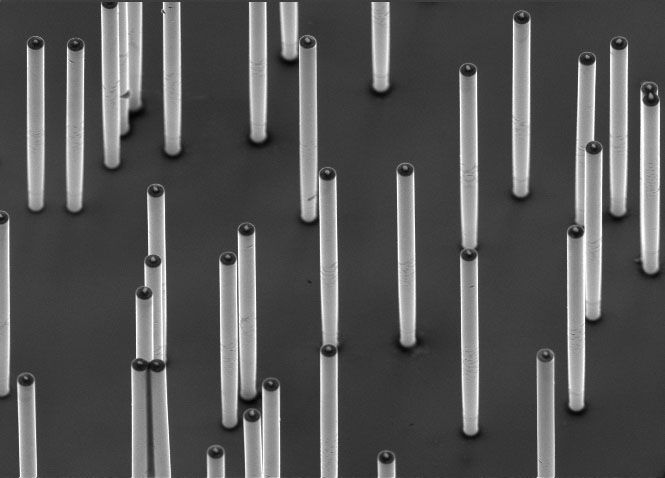
Durch elektrische Abformung hergestellte, frei stehende Metalldrähte.
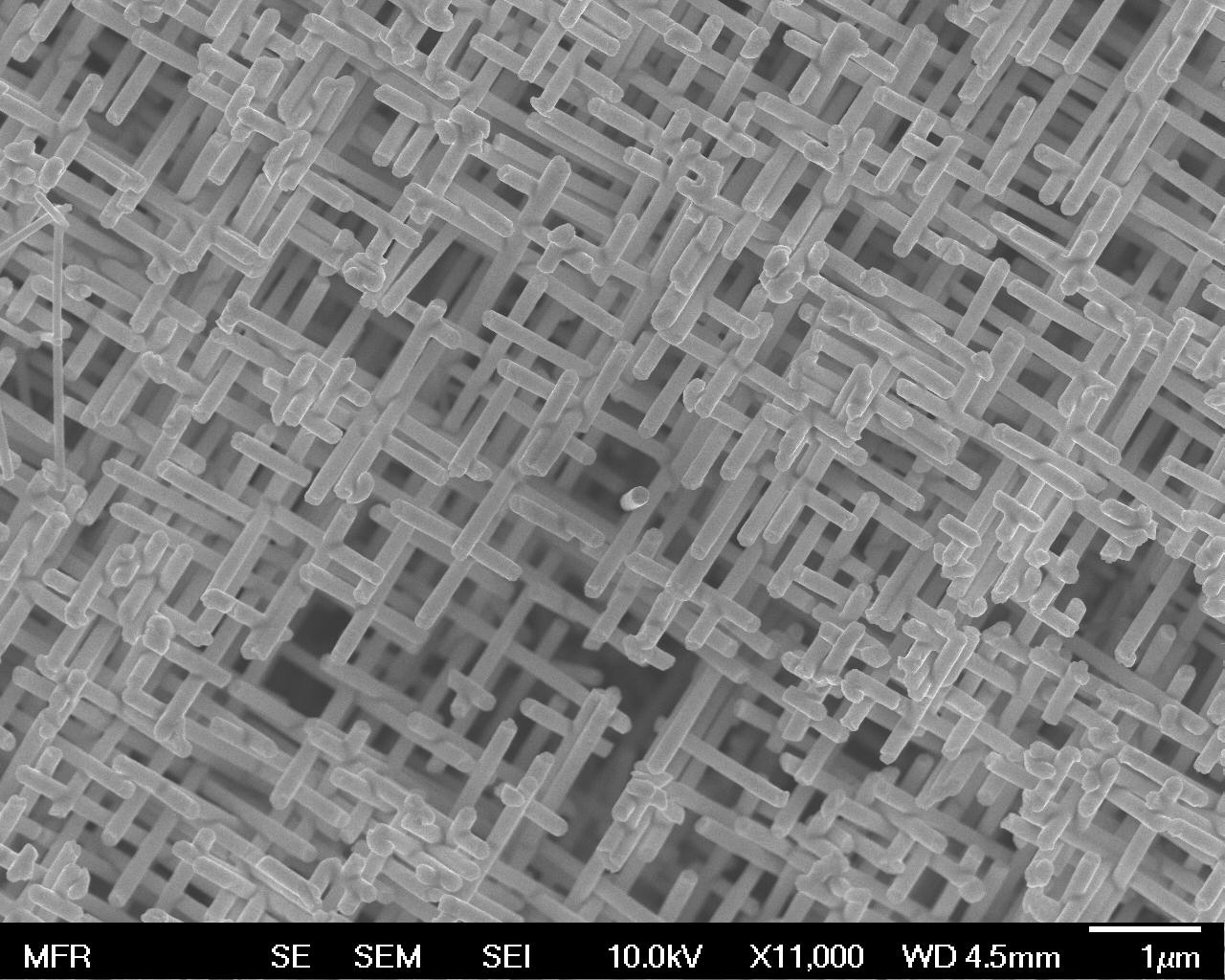
Sich wechselseitig durchdringendes Netzwerk von Drähten.
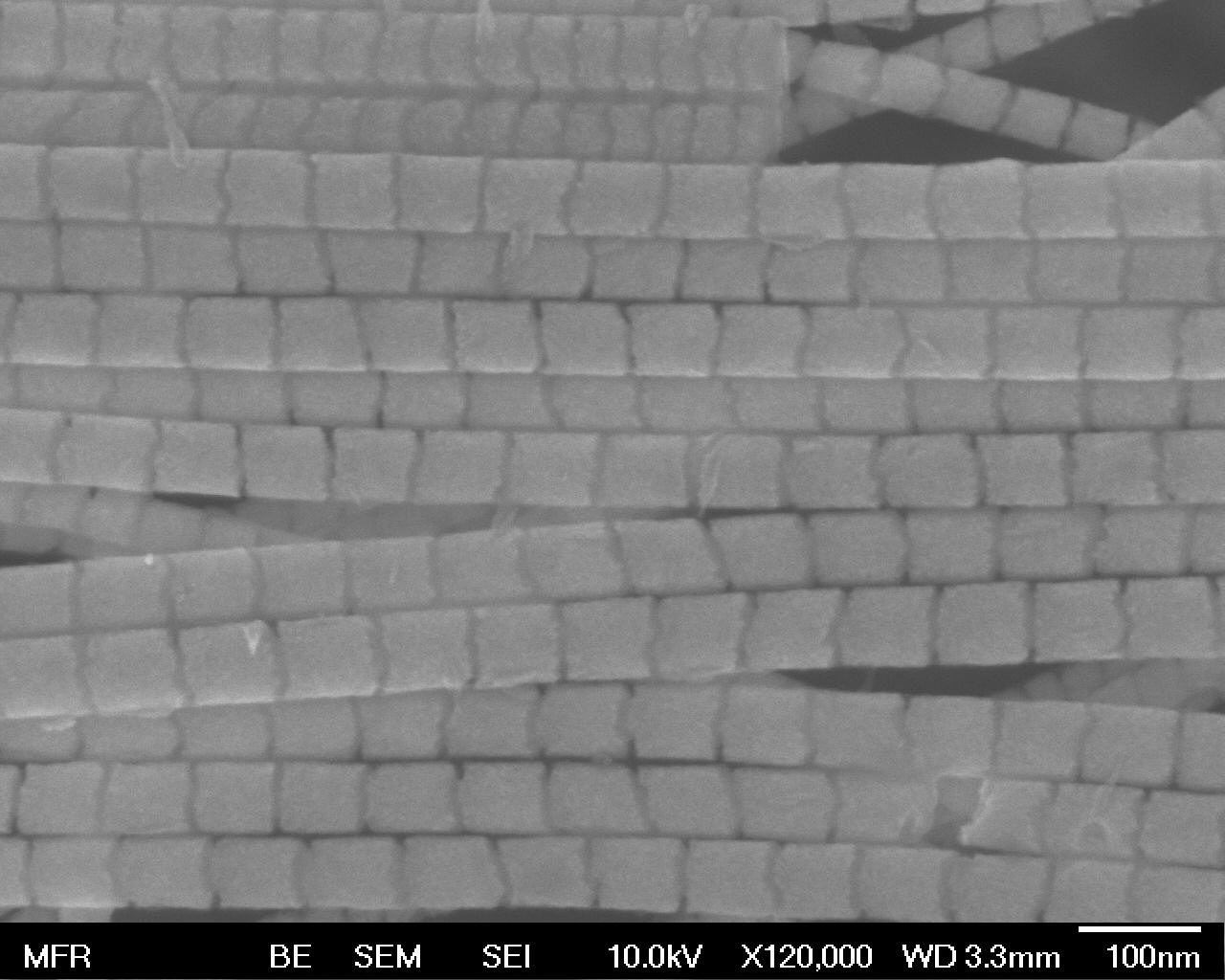
Bündel von segmentierten Drähten, erzielt durch Umpolung.

## Anwendungen
Filter: Filter mit einheitlicher Porengröße und -Form zählen zu den ersten Anwendungen der Ionenspurtechnik. Sie werden von mehreren Herstellern angeboten.
Größenklassifizierung von Mikro- und Nanoteilchen: Der Widerstand eines Kananals, der mit einer Salzlösung gefüllt ist, hängt vom Volumen des durch den Kanal schlüpfenden Teilchens ab. Diese Technik wird zur Bestimmung von Anzahl und Größe von Zellen, Bakterien und Viruspartikeln eingesetzt.
pH-Sensor: Mit einer Salzlösung gefüllte Kanäle haben eine „Volumenleitfähigkeit“ und bei einer elektrisch geladenen Oberfläche zusätzlich eine „Oberflächenleitfähigkeit“. Die Oberflächenleitfähigkeit ergibt sich dadurch, dass die an der Wand des Kanals gebundenen Ionen eine Wolke von beweglichen Ionen entgegengesetzter Ladung anziehen. Auf diese Weise bildet sich eine elektrische Doppelschicht. Bei feinen Kanälen überwiegt die Oberflächenleitfähigkeit gegenüber der Volumenleitfähigkeit. Dadurch wird der elektrische Widerstand des Kanals von der Wechselwirkung der transportierten Ionen mit der Kanalwand beeinflusst. Dieser Effekt lässt sich in der Sensortechnik nutzen. Negative Oberflächenladungen können von relativ fest gebundenen Protonen besetzt werden. Bei niedrigem pH (hoher Protonenkonzentration) wird die Wandladung vollständig durch Protonen neutralisiert. Der Kanal wird zum pH-Sensor.
Elektrisch gleichrichtende Poren: Asymmetrische Poren werden durch einseitige Ätzung der in die Membran eingebetteten Ionenspuren erzielt. Die geometrische Asymmetrie resultiert in einer Asymmetrie der elektrischen Leitfähigkeit. Das Phänomen kann mit einem elektrischen Ventil verglichen werden. Die Pore hat zwei charakteristische Leitfähigkeitszustände: Geöffnet und geschlossen. Oberhalb einer bestimmten Spannung öffnet sich das Ventil. Unterhalb einer bestimmten Spannung schließt sich das Ventil.
Thermoresponsiver Kanal: Hergestellt durch Auskleiden eines Kanals mit thermoresponsivem Poly(N-isopropylacrylamid)-Gel.
Biosensor: Die chemische Modifikation des Kanals ändert seine Wechselwirkung mit durchschlüpfenden Teilchen. Unterschiedliche Verkleidungen beeinflussen die Durchtrittszeit. In diesem Sinn "erkennt" die Kanalwand das hindurchtretende Teilchen. Beispielsweise werden DNA-Bruchstücke selektiv an ihre komplementären Fragmente gebunden. Die angehefteten Moleküle verkleinern das Kanalvolumen. Der erhöhte elektrische Widerstand des Kanals spiegelt die Konzentration der "erkannten" Moleküle wider.
pH-Sensor: Durch die selektive Ätzung von Ionenspuren in Polymeren können elektrisch negativ geladene Kanäle erzielt werden. Werden diese mit einer verdünnten Salzlösung gefüllt, so bildet sich in der Nähe der Oberfläche eine positive, mobile Gegenladungswolke aus. Diese erhöht das elektrische Leitvermögen der Kanäle. Da die Wandladungen durch Protonen neutralisiert werden, hängt das Leitvermögen von der Protonenkonzentration, dem pH-Wert, der Lösung ab.
Anisotrope elektrische Leitfähigkeit: Eine mit freistehenden Drähten gespickte Metallplatte wird zum großflächigen Feldemitter.
Magnetische Mehrfachschichten: Nanodrähte, die aus abwechselnden Schichten von magnetischen und unmagnetischen Lagen bestehen, wirken als Magnetfeldsensoren. Beispielsweise werden Kobalt-Kupfer Schichtungen aus einer Salzlösung erhalten, die die Ionen beider Metalle enthält. Bei niederer Spannung wird das (edlere) Kupfer abgeschieden während das leichter oxidierbare (unedlere) Kobalt in der Lösung verbleibt. Bei höherer Spannung werden beide Metalle, das Kupfer und das Kobalt ausgeschieden. Wenn in der Salzlösung die Konzentration des Kobalts im Vergleich zum Kupfer sehr hoch ist, wird bei hoher Spannung vor allem Kobalt ausgeschieden. Es entsteht eine magnetisch aktive Schicht. Die magnetische Ordnung der Kobaltschichten erhöht sich bei Erhöhung des externen Magnetfelds. Die magnetische Orientierung wird vom externen Feld bestimmt. Die einzelnen Kobaltschichten sind magnetisch parallel orientiert. Bei fehlendem externen Magnetfeld ist die bevorzugte magnetische Ordnung antiparallel. Da der Zustand geringerer Ordnung einem höheren elektrischen Widerstand entspricht, lässt sich das als Magnetfeldsensor einsetzen. Der Effekt wird in Lese/Schreib-Köpfen von magnetischen Speichermedien genutzt (GMR-Effekt).
Spintronics: Eine Spinventil-Struktur wird aus zwei magnetischen Schichten unterschiedlicher Dicke gebildet. Die dicke Schicht hat höhere magnetische Stabilität als die dünne Schicht. Sie wird als Polarisator benutzt. Die dünne Schicht dient als Analysator. Der elektrische Widerstand hängt von der wechselseitigen magnetischen Orientierung der Schichten ab. Bei paralleler Ordnung ist der Widerstand klein und bei antiparalleler Ordnung groß.
Texturen: Gekippte Nadeltexturen werden mit einem wasserabstoßenden, teflonähnlichen Film beschichtet. Sie sind superhydrophob, da Wassertropfen nur die Spitzen berühren. Gleichzeitig haben die Texturen aufgrund der Kippung eine bevorzugte Transportrichtung. Die Möglichkeit einer Umwandlung von Vibration in Translation wurde demonstriert.

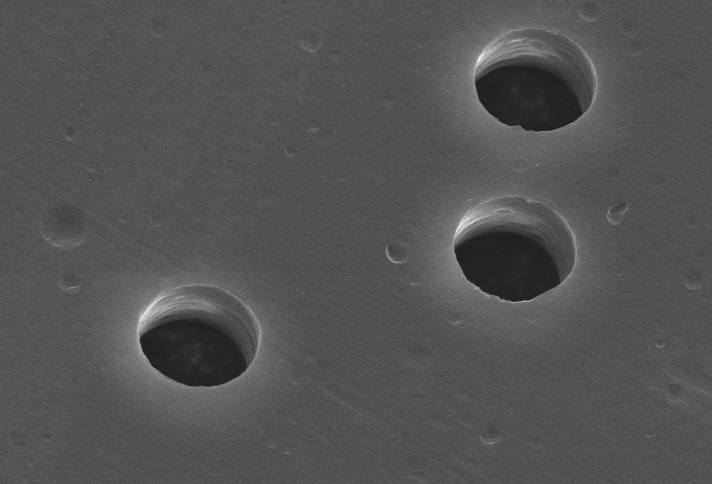
Geätzte Ionenspuren
Teilchen-Transit-Kanal. Der vorübergehende Stromeinbruch ist dem Teilchenvolumen proportional.
pH Sensor: Die elektrische Leitfähigkeit hängt von der Dichte der mobilen Ladungswolke ab.
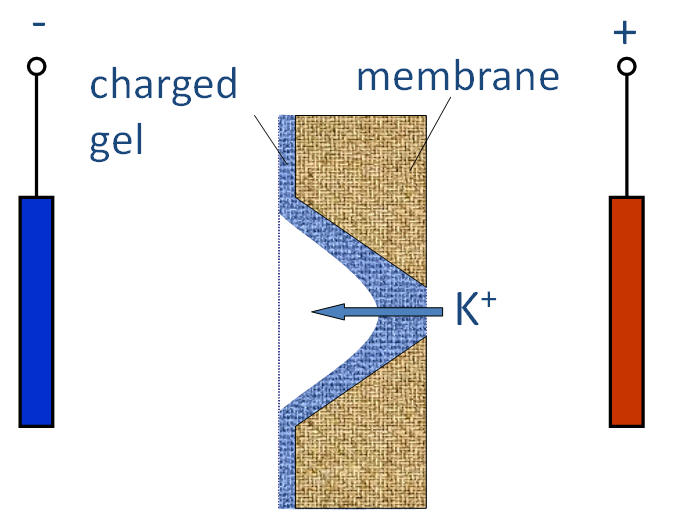
Die asymmetrische Pore lässt positive Ionen bevorzugt von rechts nach links durch.
Wärmeempfindlicher Kanal. Der mit Hydrogel ausgekleidete Kanal öffnet sich oberhalb und schließt sich unterhalb der kritischen Temperatur.
Biospezifischer Sensor. Die Wandverkleidung bindet komplementäre Biomoleküle. Der Widerstand erhöht sich mit deren Konzentration.
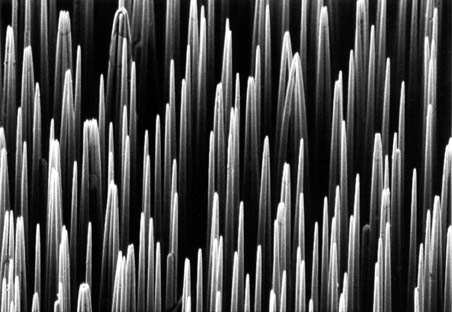
Feldemitteranordnung
Geschichteter Magnetfeld-Sensor. Hohes Feld, parallele Ordnung, kleiner elektrischer Widerstand.
Spinanalysator Der Energieverlust von spinpolarisierten Elektronen hängt von der magnetischen Ordnung des Analysators ab. Links: Polarisator (blau: Spin nach oben). Rechts: Analysator (blau: Spin nach oben; rot: Spin nach unten).
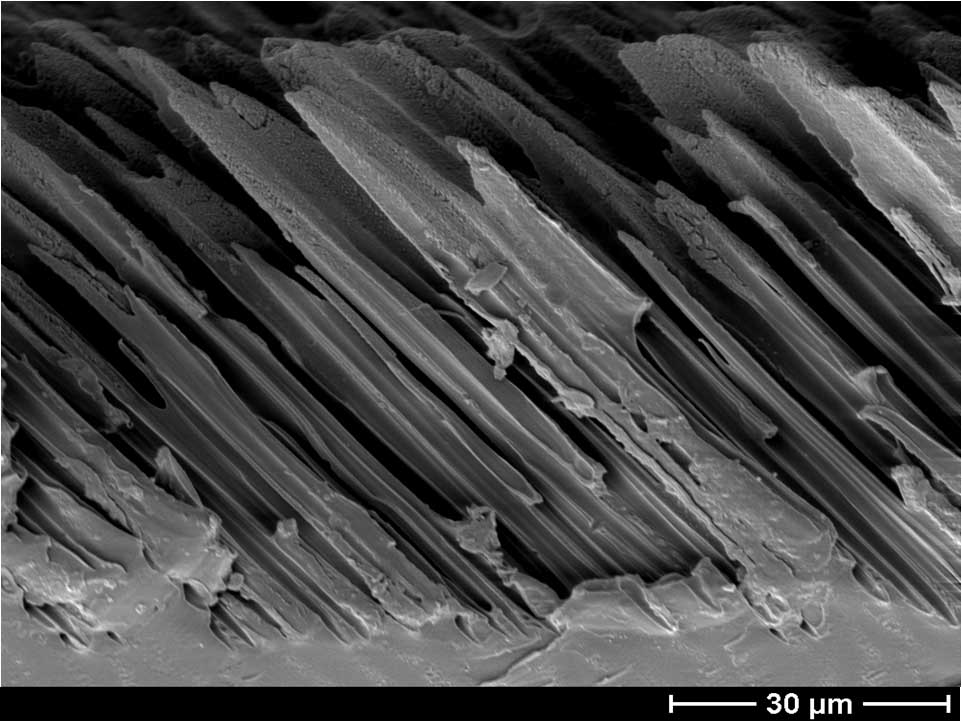
Gekippte Spurtextur mit asymmetrischen Gleiteigenschaften.